# Monument à Canapone
Le monument au grand-duc Léopolod II de Habsbourg-Lorraine, communément appelé Canapone, est une sculpture en marbre située au centre de la Piazza Dante, la place principale de la ville de Grosseto, en Toscane.

## Histoire
Le monument a été placé sur la place principale de la ville en 1846, en l'honneur du grand-duc Léopold II, surnommé Canapone (« chanvre ») pour la couleur de ses cheveux. La statue a été créée par le sculpteur Luigi Magi (it).

## Description
Le monument représente une scène allégorique : le grand-duc, vêtu comme un ancien Romain, aide une femme (la Maremme) à se relever, tandis qu'avec son pied il écrase la tête d'un serpent (le paludisme), qui est également mordu par un griffon (la ville de Grosseto) ; l'enfant mort représente la souffrance du peuple de la Maremme, et l'enfant souriant tenant la main du grand-duc représente l'espoir pour les générations futures.